# Kostel Narození svatého Jana Křtitele a Panny Marie Čenstochovské
Kostel Narození svatého Jana Křtitele a Panny Marie Čenstochovské (polsky: Kościół Narodzenia św. Jana Chrzciciela i Matki Boskiej Częstochowskiej) je dřevěný farní kostel ve vesnici Poniszowice (gmina Rudziniec) v okrese Gliwice ve Slezském vojvodství. Náleží do diecéze gliwické a je farním kostelem farnosti Narození sv. Jana Křtitele a Panny Marie Čenstochovské. Dřevěný kostel je v seznamu kulturních památek Polska pod číslem A305/50 z 2. 5. 1950  a je součástí Stezky dřevěné architektury v Slezském vojvodství.

## Historie
Zmínka o kostele v Poniszowicích pochází z roku 1175. V roce 1399 byl zničen vichřicí a v roce 1404 znovu postaven. V roce 1499 byl postaven nový a v roce 1570 vedle kostela byla postavena samostatně stojící zvonice. V roce 1650 byla přistavěna boční kaple financována Františkem Rogojským ze Słupska. V roce 1852 byla zřízena panská lóže financována Alexandrem Zawadzkým. V roce 1775 byl kostel přestavěn, přibyly soboty kolem kostela. V období 1834–1835 byla zhotovena podezdívka, v roce 1844 byla zvětšena hudební kruchta, v roce 1908 byly provedeny opravy, 1914 byly zabedněny soboty. V letech 1980–1982 proběhla oprava střechy. V roce 2009 byly v kostele prováděny opravy a konzervátorské práce, byly rekonstruovány soboty a prováděná konzervace vnitřního vybavení. Kostel byl původně zasvěcen Narození sv. Jana Křtitele a v roce 1850 dodatečně zasvěcen Panně Marii Čenstochovské na počest ukončení hladomoru.

## Architektura
Jednolodní orientovaná dřevěná stavba roubené konstrukce na zděné podezdívce. Loď s čtvercovým půdorysem s kruchou je ukončena trojbokým kněžištěm. Ke kněžišti na severní straně se přimyká obdélníková sakristie s panskou lóží v patře. Loď kostela byla původně rozdělena dvěma osmibokými sloupy (odstraněny v roce 1980), na jižní straně se nachází boční kaple, dříve zasvěcena sv. Josefovi, později Panně Marii. Střecha lodi a kněžiště je sedlová krytá šindelem, nad kněžištěm ukončena nižší valbovou střechou. Kolem kněžiště je otevřená podsíň (sobota) se širokou střechou. Na střeše lodi je osmiboký sanktusník. Kolem lodi kostela jsou bedněné soboty.

## Zvonice
Dřevěná samostatná hranolová zvonice je sloupové (štenýřové) konstrukce z roku 1570. Sešikmené stěny věže jsou bedněné ukončené přesahujícím zvonovým patrem s jehlanovou střechou krytou šindelem. Ve zvonici jsou zavěšené historické zvony. Nejstarší z roku 1536 nese název Slovo Boží. Další tři byly pořízeny za původní dva zvony, které byly rekvírovány v roce 1942.

## Interiér
Vnitřní vybavení je barokní a manýristické. V lodi je plochý strop,v kněžišti valený. Vítězným obloukem prochází sponový trám na němž se nachází Ukřižování. Hlavní oltář pochází z roku 1655. V Diecézním muzeu v Opolu jsou uloženy hermy sv. Markéta a sv. Kateřiny, které byly v kostele Narození sv. Jana Křtitele.

## Galerie

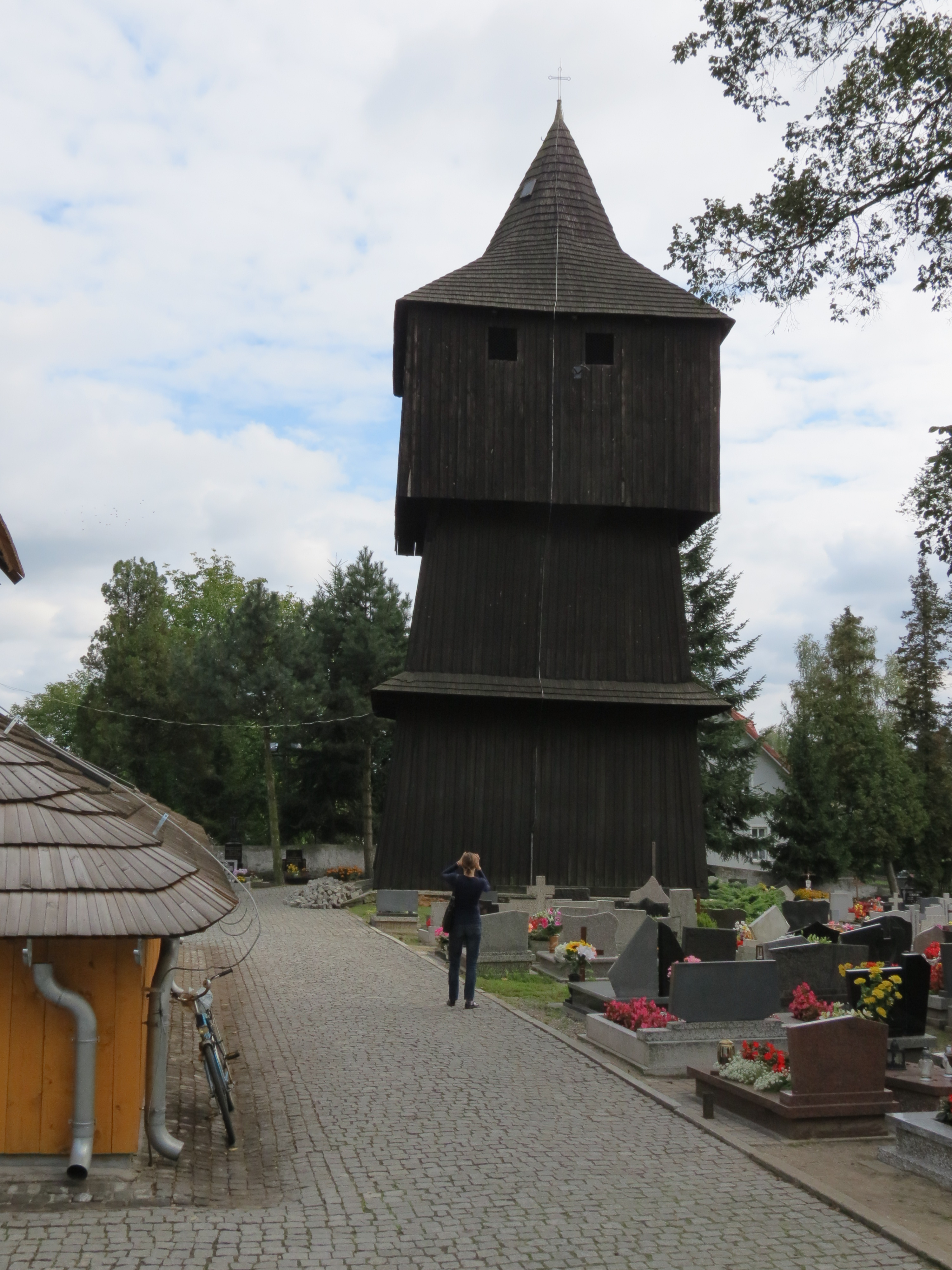
Zvonice
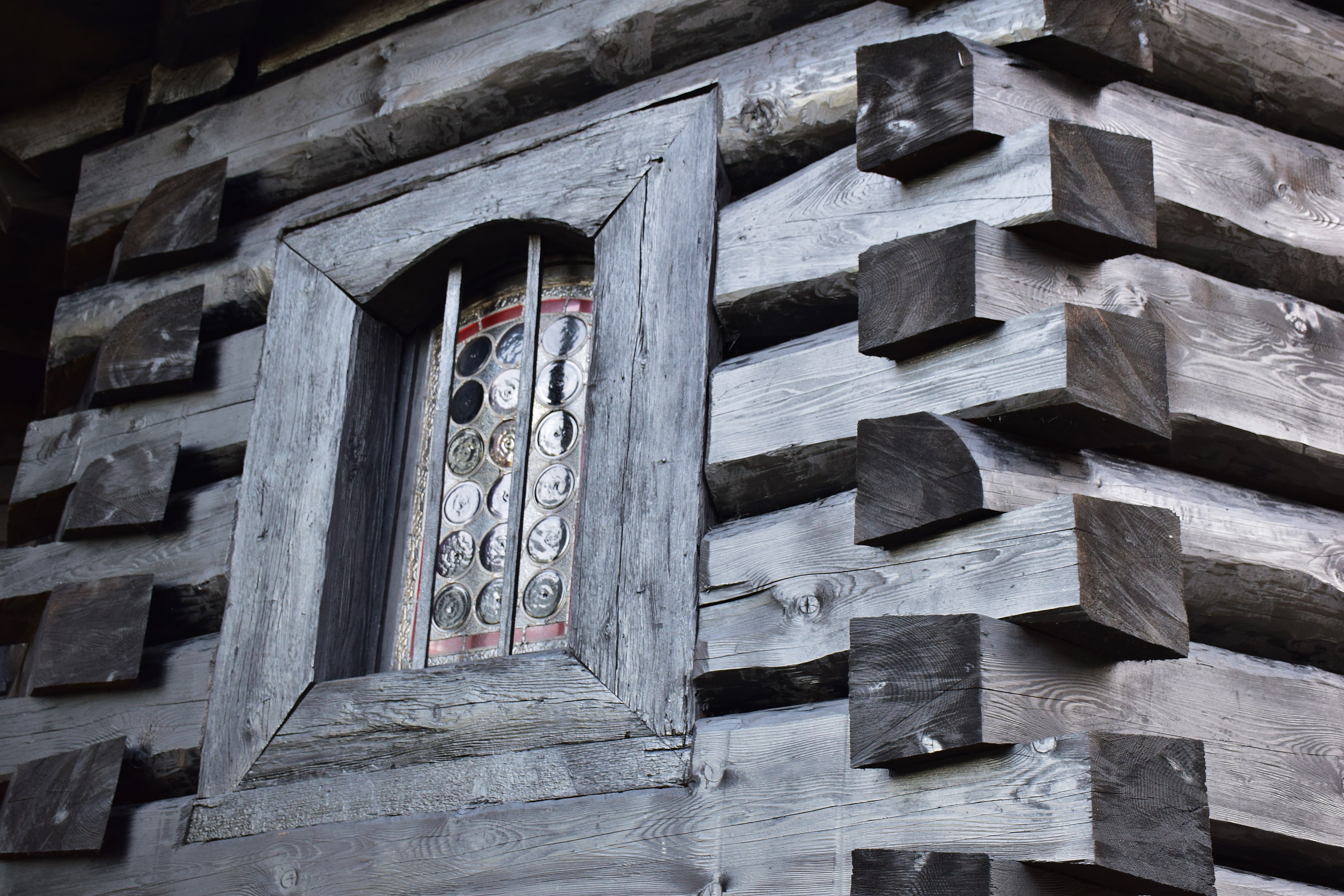
Roubení
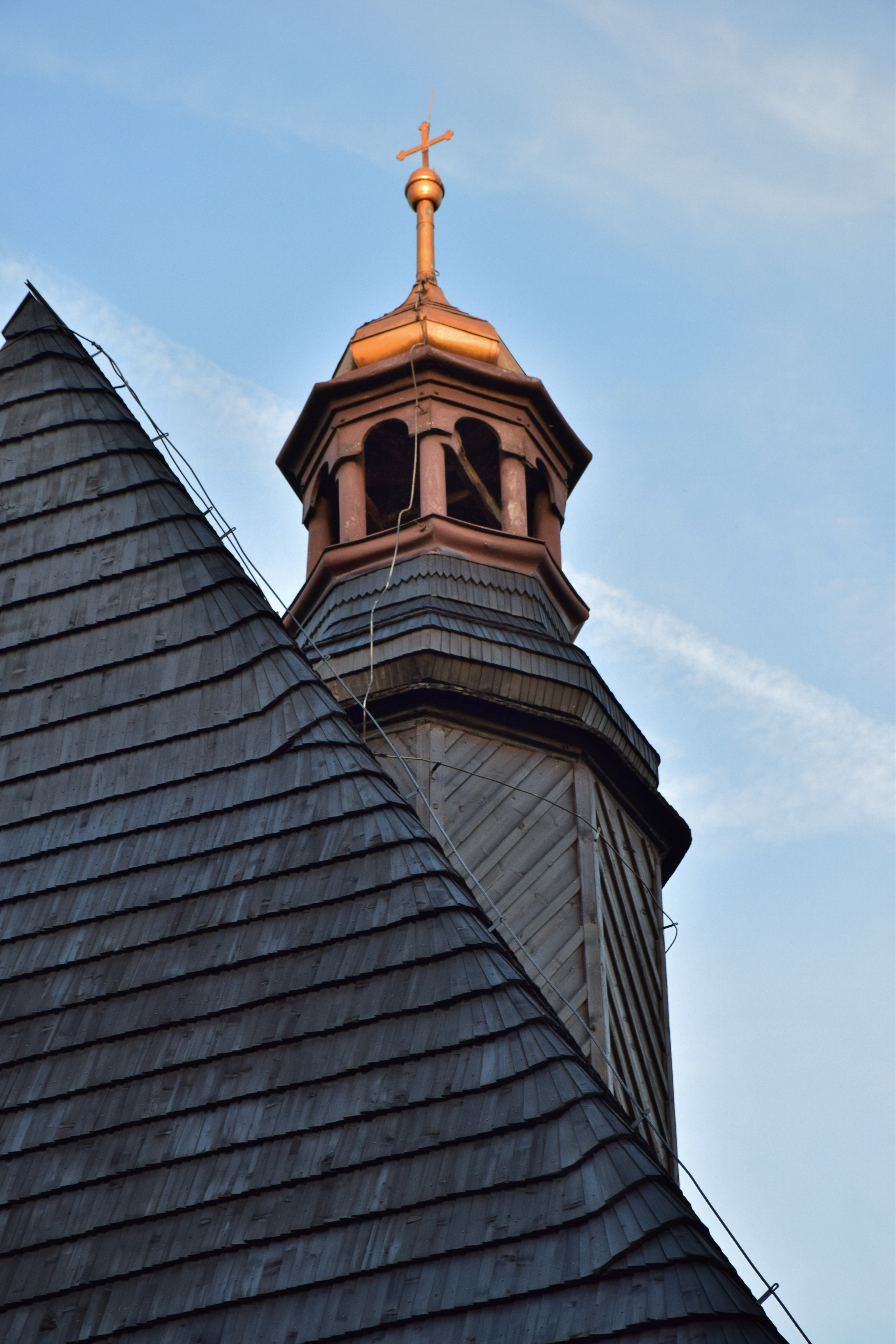
Sanktusník
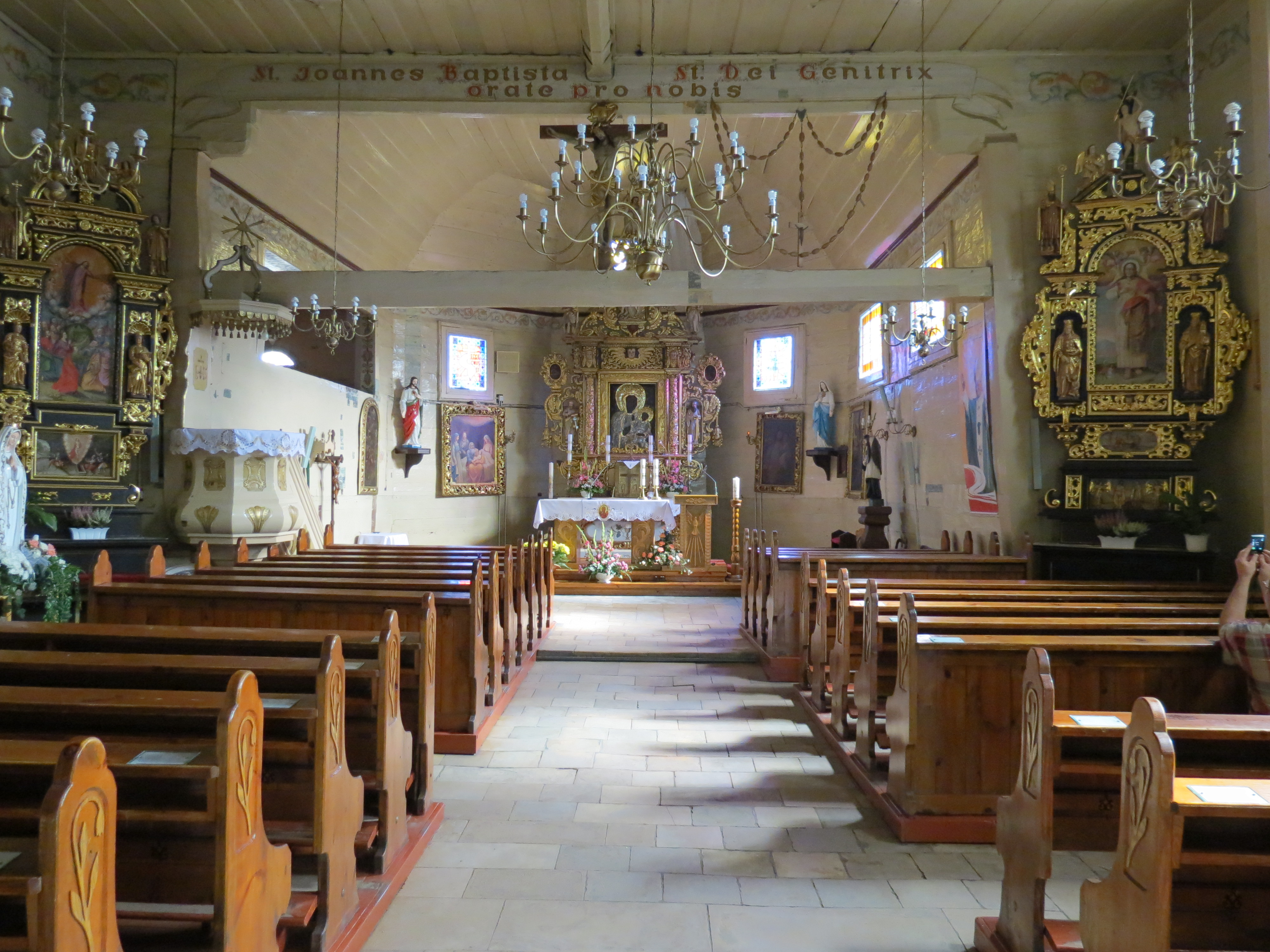
Loď s hlavním oltářem
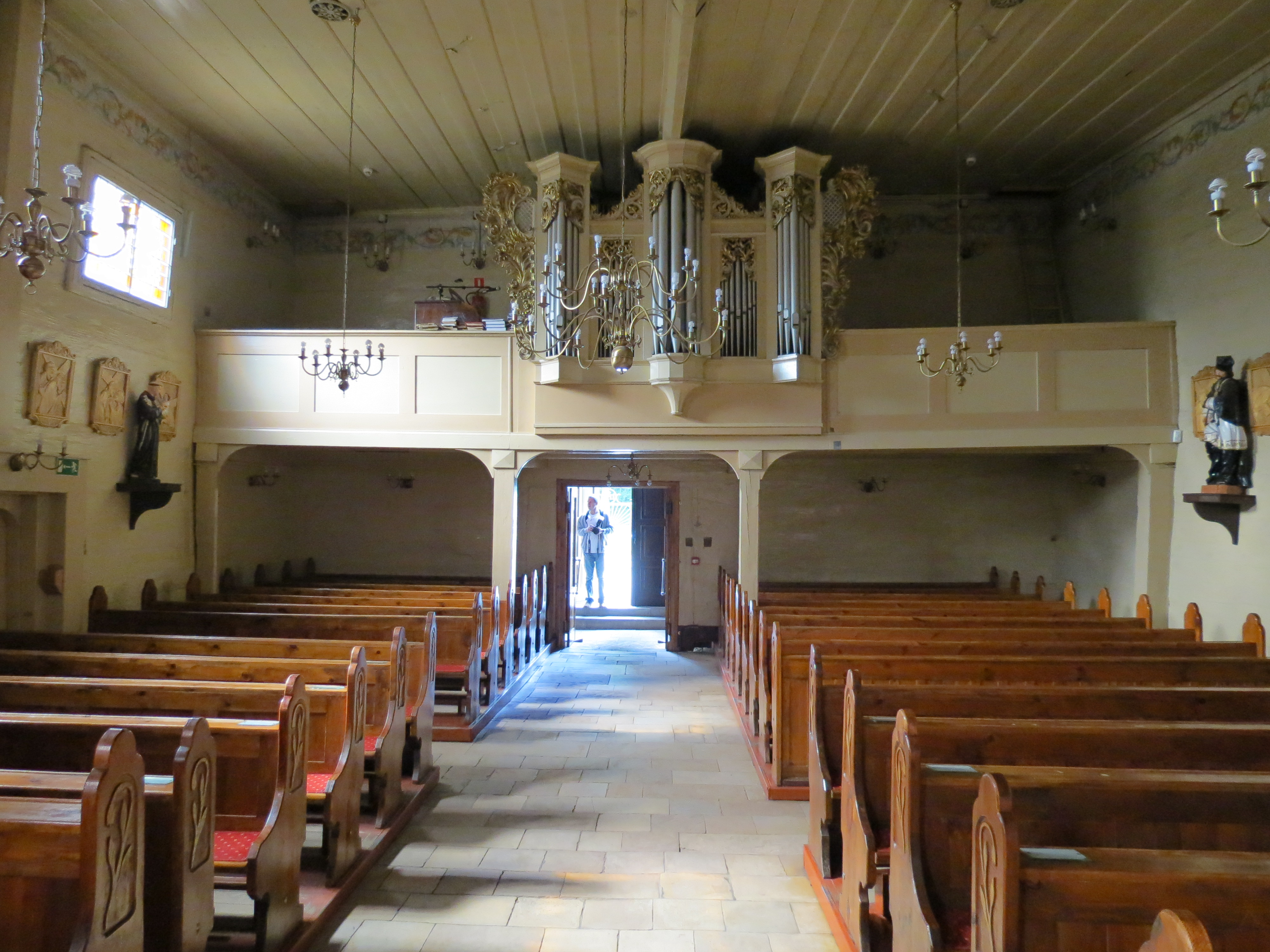
Hudební kruchta
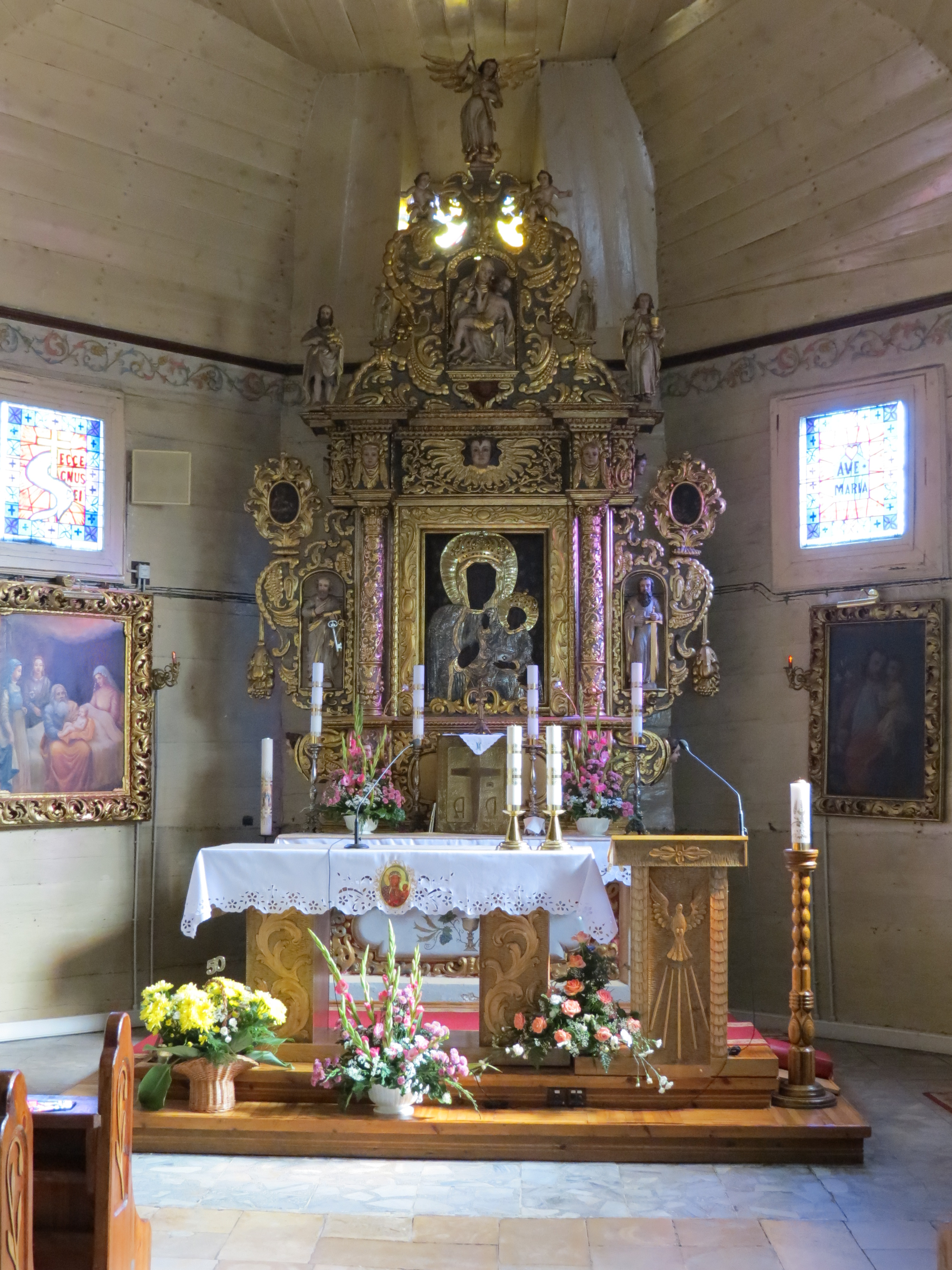
Boční oltář Panny Marie